# Mathías Riquero
Mathías Damián Riquero Berretta (Montevideo, Uruguay, 29 de agosto de 1982) es un exfutbolista uruguayo nacionalizado chileno. Jugaba de centrocampista y su último club fue Villa Española.

## El incidente Riquero[2]
El domingo 1 de noviembre de 2009, disputándose la 10.ª fecha del campeonato uruguayo, chocaban en el Parque Palermo, el local Central Español ante el líder Liverpool.
En el minuto 90 de juego, y tras una incursión por el sector izquierdo de la retaguardia palermitana, Riquero (por entonces futbolista de Liverpool) suelta un potente latigazo que termina en el fondo de las mallas. El útil ingresó por el costado lateral del arco, extremo que dada la violencia del furibundo remate no fue advertido por la terna arbitral. Tras 6 minutos de polémica y encendidos reclamos por parte del portero rival, el árbitro Freddy de Seja terminó por no validar el gol, dejando el match en tablas y por consiguiente perdiendo Liverpool el liderazgo en solitario del presente torneo.
Consumado el hecho, Riquero expresó su parecer, ganándose de esa manera el reconocimiento y la posterior premiación por parte del Colegio de Árbitros de la A.U.F y dando comienzo a la designación del mismo, el cual se dará todos los años a los futbolistas que se destaquen por sus acciones respetando el Fair Playde.
"Me alegró que el árbitro no lo validara. Por él y por los jugadores de Central (...) Pero no fue gol, esa es la verdad. La pelota entró por un hueco. Menos mal que no lo cobró, hubiese sido feo para todos"

## Clubes
- Estadísticas actualizadas al 15 de agosto de 2021.[3]

| Club                   | País     | Año       | PJ  | Goles |
| ---------------------- | -------- | --------- | --- | ----- |
| Villa Española         | Uruguay  | 2001-2003 | 24  | 1     |
| Montevideo Wanderers   | Uruguay  | 2004-2005 | 42  | 2     |
| Cerro                  | Uruguay  | 2006      | 16  | 2     |
| Progreso               | Uruguay  | 2006-2008 | 67  | 16    |
| Junior de Barranquilla | Colombia | 2008      | 2   | 0     |
| Caxias                 | Brasil   | 2009      | 0   | 0     |
| Liverpool              | Uruguay  | 2009-2010 | 27  | 4     |
| Danubio                | Uruguay  | 2010-2011 | 26  | 2     |
| Ñublense               | Chile    | 2011-2015 | 139 | 20    |
| Deportes Iquique       | Chile    | 2015-2017 | 49  | 11    |
| Deportes Temuco        | Chile    | 2017-2018 | 39  | 9     |
| Progreso               | Uruguay  | 2019-2021 | 53  | 10    |
| Villa Española         | Uruguay  | 2021      | 14  | 2     |